# Zhamshitbek Kalilov
Zhamshitbek Kalilovich Kalilov (né le 30 mai 1957 à Kyzyl-Charba en RSS kirghize en Union soviétique,) est un homme politique kirghiz.

## Biographie
La carrière professionnelle de Kalilov débute dans l'armée où il est actif entre 1975 et 1977. Il fait par la suite des études à l'Institut polytechnique de Frounze en ingénierie civile où il gradue en 1984. Par la suite, il commence une carrière de contremaître. À la suite de plusieurs années d'activité dans ce secteur, il est promu à des postes exécutifs à partir de 1996 pour des compagnies tels Suusamyr-Inter, Aerodromstroy, Kyrgyzdortransproekt ou Kyrgyzvtozoldoru,.
Le 11 novembre 2016, il est nommé par le premier ministre Sooronbay Jeenbekov pour devenir le prochain ministre des Transports et des routes lors d'un large remaniement ministériel. Il remplace à cette position Zamierbek Aydarov qui avait occupé le poste que brièvement. Le 5 décembre 2018, son ministre adjoint, Azimkan Zhusubaliev, est arrêté pour avoir accepté un pot-de-vin de 50 000$. Dix jours plus tard, Kalilov démissionne de son poste à la demande du premier ministre Muhammetkaly Abulgazev. Il est d'abord remplacé de façon intérimaire par Zhenishbek Nogoibaev. Son remplacement permanent, Zhanat Beishenov, ne sera connu qu'un peut plus d'un mois plus tard,.